# Variável Alpha2 Canum Venaticorum
Uma estrela variável Alpha2 Canum Venaticorum, ou estrela variável α2 CVn, é um tipo de estrela variável. Estas estrelas são estrelas quimicamente peculiares da sequência principal de classe espectral B8p até A7p.
Possuem um forte campo magnético e linhas espectrais fortes de silício, estrôncio ou crómio. A sua luminosidade varia tipicamente entre 0,01 até 0,1 magnitudes, ao longo de 0,5 até 160 dias.
Em adição às intensidades, as intensidades e perfis das linhas espectrais destas estrelas variáveis também sobrem variações, tal como o seu campo magnético. Os períodos destas variações são todos iguais, e julga-se serem iguais ao período de rotação da estrela. Pensa-se que são causadas por uma distribuição não-homogénea de metais na atmosfera destas estrelas, fazendo com que a superfície da estrela varie de intensidade de ponto para ponto.
Para além destas variações, as estrelas do subtipo ACV0 apresentam pulsações do tipo não-radial, sendo estas de pequena amplitude e com períodos que 0,003 a 0,1 dias.

## Exemplos
A estrela-tipo, a partir da qual a classe é nomeada é a α2 Canum Venaticorum, uma estrela no sistema binário de Cor Caroli, localizada na constelação de Canes Venatici. A sua luminosidade flutua em 0,14 magnitudes com um período de 5,47 dias.
Na tabela seguinte estão as estrelas variáveis desta classe mais brilhantes:
| Nome       | Designação de Bayer     | Magnitude aparente máxima | Amplitude da variação (magnitudes) | Período (dias) |
| ---------- | ----------------------- | ------------------------- | ---------------------------------- | -------------- |
| Alioth     | Epsilon Ursae Majoris   | 1,76                      | 0,02                               | 5,0887         |
| Alpheratz  | Alfa Andromedae         | 2,02                      | 0,04                               | 0,9662         |
|            | Theta Aurigae           | 2,62                      | 0,08                               | 1,3735         |
| Cor Caroli | Alfa2 Canum Venaticorum | 2,84                      | 0,14                               | 5,4694         |
|            | Mu Leporis              | 2,97                      | 0,44                               | 2              |
|            | Alfa Circini            | 3,18                      | 0,03                               | ?              |
|            | Alfa Doradus            | 3,26                      | 0,04                               | 2,95           |
| Nusakan    | Beta Coronae Borealis   | 3,65                      | 0,07                               | 18,487         |
|            | Fi Draconis             | 4,22                      | 0,04                               | 1,7165         |
|            | Beta Hydrae             | 4,27                      | 0,04                               | 2,344          |
|            | Delta3 Tauri            | 4,29                      | 0,03                               | 57,25          |
|            | Omega Ophiuchi          | 4,44                      | 0,07                               | 2,99           |
|            | Iota Cassiopeiae        | 4,45                      | 0,08                               | 1,74           |